# Troglohyphantes brignolii
Troglohyphantes brignolii Deeleman-Reinhold, 1978 è un ragno appartenente alla famiglia Linyphiidae.

## Etimologia
Il nome proprio della specie è in onore dell'aracnologo italiano Paolo Marcello Brignoli (1942-1986)

## Descrizione
Il maschio ha una lunghezza totale di 3,22 mm; il cefalotorace è lungo 1,20 mm e largo 1,10 mm. Le femmine hanno una lunghezza media di 3,12 mm; il cefalotorace è lungo 1,25 mm e largo 0,97

## Distribuzione
La specie è stata rinvenuta in Italia (esemplari del Brignoli del 1971) e in Croazia; in una grotta nei pressi di Račja Vas, nel distretto istriano di Pinguente

## Tassonomia
Al 2013 non sono note sottospecie e non sono stati esaminati nuovi esemplari dal 1978.